# Illustriertes Familienblatt
Das Illustriertes Familienblatt mit dem Nebentitel Häuslicher Ratgeber für Österreichs Frauen war eine österreichische Monatszeitschrift, die von 1927 bis 1938 Wien erschien. Vorgänger war die Monatszeitschrift Häuslicher Ratgeber für Österreichs Frauen, die von 1912 bis 1927 ebenfalls in Wien erschien und von 1919 bis 1920 der Häusliche Ratgeber.